# Де Бур, Йоханнес
Йоханнес де Бур (нем. Johannes de Boer; 5 сентября 1897 — 14 марта 1986) — немецкий военачальник, генерал-лейтенант вермахта, командующий несколькими пехотными дивизиями во время Второй мировой войны. Кавалер Рыцарского креста Железного креста, высшего ордена нацистской Германии. Взят в плен британскими войсками в мае 1945 года в Норвегии. Отпущен из плена в 1947 году.

## Награды
- Железный крест (1914) 2-го класса (королевство Пруссия)[1]
- Почётный крест ветерана войны с мечами (нацистская Германия)[1]
- Медаль «За выслугу лет в вермахте» 4-го, 3-го, 2-го и 1-го класса (2 октября 1936, нацистская Германия)[1]
- Пряжка к Железному кресту 2-го класса (нацистская Германия) [1]
- Железный крест (1939) 1-го класса (нацистская Германия)[1]
- Рыцарский крест Железного креста (19 июня 1940, нацистская Германия)[1]
- Орден Короны Румынии командорский крест с мечами (август 1941, королевство Румыния)[1]
- Немецкий крест в золоте (22 января 1942, нацистская Германия)[1]
- Медаль «За зимнюю кампанию на Востоке 1941/42» (1942, нацистская Германия)[1]
- Крымский щит (нацистская Германия)[1]